# IS-IS
Протокол маршрутизации промежуточных систем (англ. IS-IS) — протокол внутренних шлюзов (IGP), стандартизированный ISO и использующийся в основном в крупных сетях провайдеров услуг. IS-IS может также использоваться в корпоративных сетях особо крупного масштаба. IS-IS — это протокол маршрутизации на основе состояния каналов. Он обеспечивает быструю сходимость и отличную масштабируемость. Как и все протоколы на основе состояния каналов, IS-IS очень экономно использует пропускную способность сетей.

## Описание
IS-IS — протокол внутренней маршрутизации, для использования во внутренних сетях. Этим он отличается от протоколов внешней маршрутизации, в первую очередь от Border Gateway Protocol (BGP), который используется для маршрутизации между автономными системами (RFC 1930).
IS-IS — протокол, основанный на состояниях линков, он оперирует информацией о состоянии линков других маршрутизаторов. Каждый маршрутизатор IS-IS формирует собственную базу топологии сети, собирая полученную информацию. Как и OSPF, IS-IS использует Алгоритм Дейкстры для просчёта наилучших маршрутов.

## История
Протокол IS-IS разработан Digital Equipment Corporation как составляющая часть DECnet Phase V. Он был стандартизирован ISO в 1992 году как ISO 10589 для взаимодействия между сетевыми устройствами, которые обозначались как Промежуточные Системы (в противовес конечным устройствам). Основная цель разработки IS-IS — маршрутизация пакетов средствами, входящими в набор протоколов ISO OSI — CLNS.
IS-IS разрабатывался почти в то же время, когда Internet Engineering Task Force IETF разрабатывал схожий протокол — OSPF. IS-IS позже был расширен до поддержки маршрутизации датаграмм в Internet Protocol (IP), протоколе Сетевого уровня глобальной сети Интернет. Эта версия протокола IS-IS была названа Integrated IS-IS (RFC 1195)

## Сравнение с OSPF
Как IS-IS, так и OSPF — протоколы, основанные на состояниях (link-state), оба используют Алгоритм Дейкстры для расчёта наилучшего пути. Концептуально они схожи. Оба поддерживают переменную длину маски, могут использовать групповую рассылку для обнаружения соседних маршрутизаторов посредством hello-пакетов, и могут работать с аутентификацией для обмена маршрутами.
OSPF изначально был создан, как протокол для маршрутизации в IP сетях, IS-IS же работает поверх канального уровня модели OSI, поэтому он не привязан к конкретному протоколу сетевого уровня. Также IS-IS не использует протокол IP для доставки сообщений, содержащих информацию о маршрутизации (LSA и прочее).